# Morichal
Morichal är en corregimientos departamentale i Colombia.   Den ligger i departementet Guainía, i den östra delen av landet, 500 km sydost om huvudstaden Bogotá. Antalet invånare är 752.